# Mongolische Fußballnationalmannschaft (U-23-Männer)
Die mongolische U-23-Fußballnationalmannschaft ist eine Auswahlmannschaft mongolischer Fußballspieler. Sie untersteht dem mongolischen Fußballverband MFF und repräsentiert diesen international auf U-23-Ebene, etwa in Freundschaftsspielen gegen die Auswahlmannschaften anderer nationaler Verbände, bei U-23-Asienmeisterschaften sowie den Fußballturnieren der Olympischen Sommerspiele, der Asienspiele und der Ostasienspiele.
Bisher konnte sich die Mannschaft nicht für das olympische Fußballturnier oder die U-23-Asienmeisterschaft qualifizieren. Bei ihren beiden Teilnahmen an den Ostasienspielen wurde die Mannschaft jeweils Fünfter. An den Asienspielen nahm die Mongolei bislang nicht teil, beim Turnier 2002 hatte sie sich noch vor Beginn zurückgezogen.
Spielberechtigt sind Spieler, die ihr 23. Lebensjahr noch nicht vollendet haben und die mongolische Staatsangehörigkeit besitzen.

## Bilanzen
| Olympische Spiele - 1992 bis 2012: Nicht teilgenommen - 2016 bis 2020: Nicht qualifiziert U-22-/23-Asienmeisterschaften - 2014: Nicht teilgenommen - 2016 bis 2020: Nicht qualifiziert Asienspiele - 2002: Zurückgezogen - 2006 bis 2018: Nicht teilgenommen | Ostasienspiele - 1993: Fünfter - 1997: Fünfter - 2001: Nicht teilgenommen (A-Mannschaft) - 2005 bis 2013: Nicht teilgenommen |